# Nuoto ai campionati europei di nuoto 2024 - 800 metri stile libero femminili
La gara degli 800 metri stile libero femminili dei campionati europei di nuoto 2024 si è svolta il 17 e il 18 giugno 2024 presso il Centro Sportivo Milan Gale Muškatirović di Belgrado.

## Podio
| Pos.    | Atleta      | Nazione       |
| ------- | ----------- | ------------- |
| Oro     | Ajna Késely | Ungheria      |
| Argento | Fleur Lewis | Gran Bretagna |
| Bronzo  | Deniz Ertan | Turchia       |

## Record
Prima della manifestazione il record del mondo (RM) e il record dei campionati (RC) erano i seguenti.
|  | 8'04"79 | Katie Ledecky     | 12 agosto 2016 Rio de Janeiro |
|  | 8'14"10 | Rebecca Adlington | 16 agosto 2008 Pechino        |
|  | 8'15"54 | Jazmin Carlin     | 21 agosto 2014 Berlino        |

Durante la competizione non sono stati migliorati record.

## Programma
| Data           | Ora   | Turno    |
| -------------- | ----- | -------- |
| 17 giugno 2024 | 11:03 | Batterie |
| 18 giugno 2024 | 19:57 | Finale   |

## Risultati

### Batterie
| Pos. | Batteria | Corsia | Atleta                        | Nazionalità   | Tempo   | Note |
| ---- | -------- | ------ | ----------------------------- | ------------- | ------- | ---- |
| 1    | 1        | 5      | Deniz Ertan                   | Turchia       | 8'38"00 | Q    |
| 2    | 1        | 3      | Fleur Lewis                   | Gran Bretagna | 8'38"33 | Q    |
| 3    | 1        | 4      | Boglárka Kapás                | Ungheria      | 8'41"22 | Q    |
| 4    | 2        | 4      | Ajna Késely                   | Ungheria      | 8'41"38 | Q    |
| 5    | 2        | 3      | Merve Tuncel                  | Turchia       | 8'41"60 | Q    |
| 6    | 2        | 5      | Jeannette Spiwoks             | Germania      | 8'45"10 | Q    |
| 7    | 2        | 6      | Francisca Martins             | Portogallo    | 8'47"80 | Q    |
| 8    | 2        | 2      | Grace Palmer                  | Belgio        | 8'52"57 | Q    |
| 9    | 1        | 6      | Nóra Fluck                    | Ungheria      | 8'53"39 |      |
| 10   | 2        | 7      | Vanna Djakovic                | Serbia        | 8'54"57 |      |
| 11   | 1        | 1      | Ada Hakkarainen               | Finlandia     | 8'54"81 |      |
| 12   | 1        | 7      | Lena Opatril                  | Austria       | 8'57"76 |      |
| 13   | 1        | 2      | Johanna Enkner                | Austria       | 8'59"83 |      |
| 14   | 2        | 1      | Leonie-Sarah Josephine Tenzer | Austria       | 8'59"99 |      |
| 15   | 1        | 8      | Laura Lahtinen                | Finlandia     | 9'05"92 |      |
| 16   | 2        | 8      | Katarina Ćorović              | Serbia        | 9'20"09 |      |

### Finale
| Pos.    | Corsia | Atleta            | Nazionalità   | Tempo   | Note |
| ------- | ------ | ----------------- | ------------- | ------- | ---- |
| Oro     | 6      | Ajna Késely       | Ungheria      | 8'29"96 |      |
| Argento | 5      | Fleur Lewis       | Gran Bretagna | 8'33"54 |      |
| Bronzo  | 4      | Deniz Ertan       | Turchia       | 8'34"31 |      |
| 4       | 1      | Francisca Martins | Portogallo    | 8'34"35 |      |
| 5       | 7      | Jeannette Spiwoks | Germania      | 8'40"05 |      |
| 6       | 2      | Merve Tuncel      | Turchia       | 8'40"32 |      |
| 7       | 3      | Boglárka Kapás    | Ungheria      | 8'40"33 |      |
| 8       | 8      | Grace Palmer      | Belgio        | 8'51"04 |      |